# Soongava
Pour plus de détails, voir Fiche technique et Distribution.
Soongava (en népalais : सुनगाभा) est un film népalais réalisé par Subarna Thapa, sorti en 2012.

## Synopsis
Diya (Deeya Maskey) est une danseuse traditionnel népalaise. Elle se lie d'amitié avec une autre danseuse, Kiran (Nisha Adhikari). Leurs sentiments dérivent rapidement vers le désir physique.

## Fiche technique
Sauf indication contraire, les informations mentionnées dans cette section peuvent être confirmées par la base de données cinématographiques IMDb,  présente dans la section « Liens externes ».
- Titre : Soongava
- Titre international : Soongava: Dance of the Orchids
- Réalisation : Subarna Thapa
- Scénario : Subarna Thapa
- Musique originale : Sylvain Morizet
- Production : Rapsodie Production
- Pays d'origine :  Népal
- Langue d'origine : Népalais
- Genre : Drame et romance
- Durée : 85 minutes
- Dates de sortie en salles:
  -  France 13 octobre 2012
  -  Népal 4 janvier 2012

## Distribution
- Deeya Maskey : Diya
- Nisha Adhikari : Kiran
- Saugat Malla (en)
- Bashundara Bhushal : la mère de Kiran
- Nirmal Nisar : le père de Kiran
- Laxmi Giri : la mère de Diya
- Rajendra Man Shakya : le père de Diya
- Sunita Thakura : la sœur de Diya
- Bharat Maharjan : le frère de Diya
- Subarna Thapa : le fiancé de Diya